# Groupe Deveaux
Pour les articles homonymes, voir Deveaux.
Le Groupe Deveaux est une entreprise française du textile.

## Historique
Créée en 1830, la filature de la famille Deveaux se spécialise dans le tissage et s'établit à Montagny, près de Roanne. Entré dans la société familiale en 1962, Lucien Deveaux prend la direction de l'affaire cinq ans plus tard, et initie une stratégie industrielle afin d'accroître les capacités de production en rachetant ses concurrents.
En novembre 1986, le Groupe Deveaux est introduit en bourse et en 1995, Lucien Deveaux rachète à titre personnel les activités françaises de Bidermann,, rebaptisées par la suite Entreprise de confection et de commercialisation européenne (Ecce).
Composé des sociétés Deveaux, Armand Thiery, Ecce et Jacqueline Riu, le Groupe Deveaux entre dans le top 3 des fabricants européens de tissus à la fin des années 1990.
Au fil de son histoire, la spécialisation et l'offre de produits du groupe évolue, partant du traditionnel tissu-teint et proposant dès les années 1980 des tissus unis et imprimés, ainsi que de la maille à partir des années 1990.

### Deveaux
Deveaux est une société de fabrication de tissus originaire du Rhône. Celle-ci affiche un net recul en 2015, occasionnant en janvier 2016 la fermeture du site de production de Montagny du groupe.

### Ecce
Ecce (« Entreprise de confection et de commercialisation européenne ») est un fabricant de vêtements. Il regroupe une part des actifs de Bidermann rachetés en 1995. Il commercialise le plus souvent sous licence des vêtements des marques Ecce Uomo, Arrow ou Azzaro.
En 2016, le documentaire satirique Merci Patron ! braque les projecteurs sur des sous-traitants de LVMH comme Ecce, révélant qu'alors que Bernard Arnault fait de l'origine française de ses produits un argument commercial, une grande partie sont en réalité confectionnés en Pologne, à Madagascar ou en Asie, pendant que les usines françaises ferment pour délocalisation.
Alors que la presse, les critiques et les spectateurs font que le film est remarqué, Bernard Arnault fait pression sur les médias dépendants de son empire pour tenter d'étouffer l'affaire.